# You Never Give Me Your Money
You Never Give Me Your Money (englisch für „Du gibst mir nie dein Geld“) ist ein Lied der britischen Band The Beatles, das 1969 auf ihrem elften Studioalbum Abbey Road veröffentlicht wurde. Komponiert wurde es von John Lennon und Paul McCartney und unter der Autorenangabe Lennon/McCartney veröffentlicht.

## Hintergrund
You Never Give Me Your Money basiert hauptsächlich auf den musikalischen Ideen von Paul McCartney. Das Lied ist ein Klagelied über die geschäftlichen Auseinandersetzungen der Beatles Anfang 1969.
Paul McCartney sagte über das Lied: „Wir pflegten zu sagen: ‚Bin ich schon Millionär?‘, doch darauf bekamen wir nur kryptische Antworten zu hören wie: ‚Auf dem Papier schon.‘“
George Harrison sagte dazu: „Funny Paper – das ist alles, was wir kriegen. […] aber anscheinend ist es unmöglich, wirklich an das Geld heranzukommen, das wir verdient haben.“
Das Lied besteht aus vier unterschiedlichen Teilen: You Never Give Me Your Money, Out of College und One Sweet Dream sowie einem Outro.
Der erste Teil (You Never Give Me Your Money) beschreibt die damalige finanzielle Situation der Beatles, der zweite Teil (Out of College) ist ein nostalgischer Rückblick auf die Anfänge der Beatles. Der dritte Teil (One Sweet Dream) handelt vom Abschied und von einer Reise mit einem Auto. Es folgt als vierter Teil des Liedes der Übergang zum nächsten Lied Sun King.
Ian MacDonald interpretiert You Never Give Me Your Money in seinem Buch Revolution in the Head wie folgt: „Die Zukunft der Beatles mag weg sein, aber McCartney ist entschlossen, ihren Geist und den der sechziger Jahre für seine Zukunft zu retten. You Never Give Me Your Money markiert den psychologischen Auftakt seiner Solokarriere.“

## Aufnahme
You Never Give Me Your Money wurde am 6. Mai 1969 in den Londoner Olympic Studios mit dem Produzenten George Martin aufgenommen. Glyn Johns war der Toningenieur der Aufnahmen. Die Beatles nahmen in einer fast 13-stündigen Aufnahmesession 36 Takes zwischen 15 und 4 Uhr auf. Sie hielten den Take 30 für die beste Aufnahme und stellten eine vorläufige Stereoabmischung her.
Am 1. Juli 1969 wurde der Gesang von Paul McCartney (kein weiterer Beatle war im Studio) auf Take 30 in den Londoner Abbey Road Studios (Studio 2) mit dem Produzenten George Martin neu aufgenommen. Phil McDonald war der Toningenieur der Aufnahmen. Die Aufnahmesession dauerte zwischen 15 und 19:30 Uhr.
Am 15., 30. und 31. Juli wurden weitere Overdubs und Gesangsteile in den Abbey Road Studios aufgenommen. Am 5. August wurden noch weitere Soundeffekte für You Never Give Me Your Money aufgenommen.
Am 13. und 14. August erfolgte die Stereoabmischung von You Never Give Me Your Money.
Besetzung
- Paul McCartney: Bass, Leadgitarre, Klavier, Röhrenglocken, Bandschleifen, Gesang
- John Lennon: Rhythmusgitarre, Hintergrundgesang
- George Harrison: Leadgitarre, Hintergrundgesang
- Ringo Starr: Schlagzeug, Tamburin

## Veröffentlichungen
- Am 26. September 1969 erschien in Deutschland das 15. Beatles-Album Abbey Road, auf dem You Never Give Me Your Money enthalten ist. In Großbritannien wurde das Album ebenfalls am 26. September veröffentlicht, dort war es das zwölfte Beatles-Album. In den USA erschien das Album fünf Tage später, am 1. Oktober, dort war es das 18. Album der Beatles.
- Am 27. September 2019 erschien die 50-jährige Jubiläumsausgabe des Albums Abbey Road (Super Deluxe Box), auf dieser befindet sich eine bisher unveröffentlichte Version (Take 36) von You Never Give Me Your Money.

## Coverversionen
Folgend eine kleine Auswahl:
- Barbara Dickson –  John, Paul, George, Ringo… & Bert [2]
- George Benson – The Other Side of Abbey Road [3]
- Rock4 – Abbey Road [4]